# Betűfogúformák

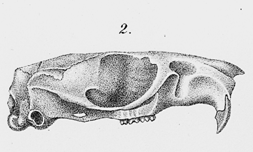
A Sooretamys angouya koponyája, felső állcsontja...

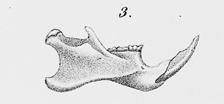
...és alsó állkapcsa

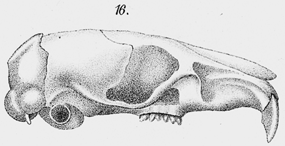
A Thaptomys nigrita koponyája, felső állcsontja...

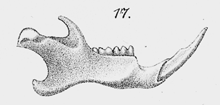
...és alsó állkapcsa

A betűfogúformák (Sigmodontinae) az emlősök (Mammalia) osztályának rágcsálók (Rodentia) rendjébe, ezen belül a hörcsögfélék (Cricetidae) családjába tartozó alcsalád.

## Rendszerezés
Az alcsaládba 8 nemzetség, 87 nem 412 és faj tartozik:
- Abrotrichini - 5 nem
  - Abrothrix Waterhouse, 1837 - 9 faj
  - Chelemys Thomas, 1903 - 3 faj, vakondegerek
  - Geoxus Thomas, 1919 - 1 faj
    - hosszúkarmú vakondegér (Geoxus valdivianus) Philippi, 1858

  - Notiomys Thomas, 1890 - 1 faj
    - Edward-vakondegér (Notiomys edwardsii) Thomas, 1890

  - Pearsonomys Patterson, 1992 - 1 faj
    - Pearsonomys annectens Patterson, 1992
- Akodontini - 14 nem
  - Akodon Meyen, 1833 - 42 faj, pampaegerek
  - Bibimys Massoia, 1979 - 3 faj
  - Blarinomys Thomas, 1896 - 1 faj
    - cickányegér (Blarinomys breviceps) Winge, 1887

  - Brucepattersonius Hershkovitz, 1998 - 8 faj
  - Deltamys Thomas, 1917 - 1 faj
    - Deltamys kempi Thomas, 1917

  - Juscelinomys Moojen, 1965 - 3 faj
  - Kunsia Hershkovitz, 1966 - 2 faj, vízipatkányok
  - Lenoxus Thomas, 1909 - 1 faj
    - Lenoxus apicalis J. A. Allen, 1900

  - Necromys Ameghino, 1889 - 9 faj
  - Oxymycterus Waterhouse, 1837 - 18 faj
  - Podoxymys Anthony, 1929 - 1 faj
    - Podoxymys roraimae Anthony, 1929

  - Scapteromys Waterhouse, 1837 - 2 faj
  - Thalpomys Thomas, 1916 - 2 faj
  - Thaptomys Thomas, 1916 - 1 faj
    - Thaptomys nigrita (Lichtenstein, 1830)
- Ichthyomyini - 5 nem
  - Anotomys Thomas, 1906 - 1 faj
    - ecuadori halászegér (Anotomys leander) Thomas, 1906

  - Chibchanomys Voss, 1988 - 2 faj
  - Ichthyomys Thomas, 1893 - 4 faj
  - Neusticomys Anthony, 1921 - 6 faj, halászegerek
  - Rheomys Thomas, 1906 - 4 faj
- Oryzomyini - 28 nem
  - Aegialomys Weksler et al., 2006 - 2 faj
  - Amphinectomys Malygin, 1994 - 1 faj
    - Amphinectomys savamis Malygin, 1994

  - Cerradomys Weksler, Percequillo & Voss, 2006 - 7 faj
  - Eremoryzomys Weksler, Percequillo & Voss, 2006 - 1 faj
    - Eremoryzomys polius (Osgood, 1913) - korábban Oryzomys polius

  - Euryoryzomys Weksler, Percequillo & Voss, 2006 - 6 faj
  - Handleyomys Voss, Gómez-Laverde, & Pacheco, 2002 - 8 faj
  - Holochilus Brandt, 1835 - 3 faj
  - Hylaeamys Weksler, Percequillo & Voss, 2006 - 7 faj
  - Lundomys Voss & Carleton, 1993 - 1 faj
    - Lundomys molitor Winge, 1887

  - †Megalomys Trouessart, 1881 - 5 kihalt faj, óriás rizspatkányok
  - Melanomys Thomas, 1902 - 3 faj
  - Microakodontomys Hershkovitz, 1993 - 1 faj
    - Microakodontomys transitorius Hershkovitz, 1993

  - Microryzomys Thomas, 1917 - 2 faj
  - Mindomys Weksler, Percequillo & Voss, 2006 - 1 faj
    - Mindomys hammondi (Thomas, 1913) - korábban Oryzomys hammondi

  - Neacomys Thomas, 1900 - 8 faj, sörtés rizspatkányok
  - Nectomys Peters, 1861 - 5 faj
  - Nephelomys Weksler, Percequillo & Voss, 2006 - 13 faj
  - Nesoryzomys Heller, 1904 - 4 faj, Galápagosi rizspatkányok
  - †Noronhomys Carleton & Olson, 1999 - 1 faj
    - †Noronhomys vespuccii Carleton & Olson, 1999

  - Oecomys Thomas, 1906 - 16 faj
  - Oligoryzomys Bangs, 1900 - 18 faj
  - Oryzomys Baird, 1857 - 8 faj, rizspatkányok
  - Pseudoryzomys Hershkovitz, 1962 - 1 faj
    - Pseudoryzomys simplex Winge, 1887

  - Scolomys Anthony, 1924 - 2 faj
  - Sigmodontomys J. A. Allen, 1897 - 2 faj
  - Sooretamys Weksler et al, 2006 - 1 faj
    - Sooretamys angouya (Fischer, 1814) - korábban Oryzomys angouya

  - Transandinomys Weksler, Percequillo & Voss, 2006 - 2 faj
  - Zygodontomys J. A. Allen, 1897 - 2 faj
- Phyllotini - 20 nem
  - Andalgalomys Williams & Mares, 1978 - 3 faj
  - Andinomys Thomas, 1902 - 1 faj
    - Andinomys edax Thomas, 1902

  - Auliscomys Osgood, 1915 - 3 faj
  - Calomys Waterhouse, 1837 - 14 faj
  - Chinchillula Thomas, 1898 - 1 faj
    - Chinchillula sahamae Thomas, 1898

  - Eligmodontia F. Cuvier, 1837 - 7 faj
  - Euneomys Coues, 1874 - 4 faj, csincsillaegerek
  - Galenomys Thomas, 1916 - 1 faj
    - Galenomys garleppi Thomas, 1898

  - Graomys Thomas, 1916 - 4 faj
  - †Ichthyurodon  - 1 faj
    - †Ichthyurodon ameghinoi

  - Irenomys Thomas, 1919 - 1 faj
    - Irenomys tarsalis Philippi, 1900

  - Loxodontomys Osgood, 1947 - 2 faj
  - Neotomys Thomas, 1894 - 1 faj
    - felföldi andesiegér (Neotomys ebriosus) Thomas, 1894

  - †Olympicomys  - 1 faj
    - †Olympicomys vossi

  - Phyllotis Waterhouse, 1837 - 14 faj
  - Punomys Osgood, 1943 - 2 faj
  - Reithrodon Waterhouse, 1837 - 2 faj
  - Salinomys Braun & Mares, 1995 - 1 faj
    - Salinomys delicatus Braun & Mares, 1995

  - †Tafimys  - 1 faj
    - †Tafimys powelli

  - Tapecomys Anderson & Yates, 2000 - 1 faj
    - Tapecomys primus Anderson & Yates, 2000
- Sigmodontini - 1 nem
  - Sigmodon Say & Ord, 1825 - 14 faj, gyapotpatkányok
- Thomasomyini - 9 nem
  - Abrawayaomys Souza Cunha & Cruz, 1979 - 1 faj
    - Abrawayaomys ruschii Cunha & Cruz, 1979

  - Aepeomys Thomas, 1898 - 2 faj
  - Chilomys Thomas, 1897 - 1 faj
    - Chilomys instans Thomas, 1895

  - Delomys Thomas, 1917 - 4 faj
  - Phaenomys Thomas, 1917 - 1 faj
    - Phaenomys ferrugineus Thomas, 1894

  - Rhagomys Thomas, 1917 - 2 faj
  - Rhipidomys Tschudi, 1845 - 18 faj, kúszó rizspatkányok
  - Thomasomys Coues, 1884 - 37 faj
  - Wilfredomys Avila-Pires, 1960 - 1 faj
    - Wilfredomys oenax Thomas, 1928
- Wiedomyini - 2 nem
  - †Cholomys  - 1 faj
    - †Cholomys pearsoni

  - Wiedomys Hershkovitz, 1959 - 2 faj
- Bizonytalan helyzetű nemek az alcsaládban (nemzetségbe nem sorolt nemek):
  - Juliomys González, 2000 - 4 faj
  - †Megaoryzomys Lenglet & Coppois, 1979 - 1 faj
    - †Megaoryzomys curioi Niethammer, 1964

  - Paralomys Thomas, 1926 - 1 faj
    - Paralomys gerbillus Thomas, 1900